# Dimitrios Gounaris

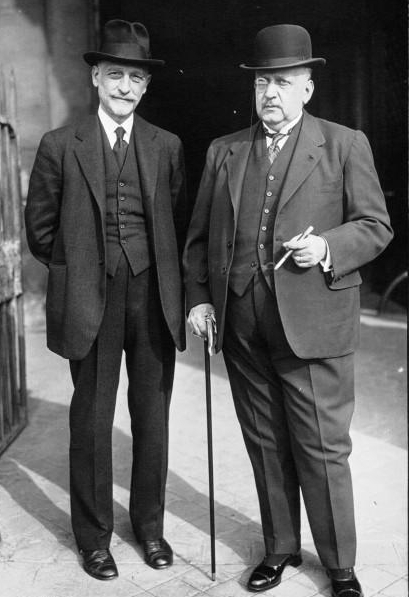
Dimitrios Gounaris (l.) mit Georgios Baltatzis (1921)

Dimitrios Gounaris (griechisch Δημήτριος Γούναρης, * 5. Januar 1867 in Patras; † 15. Novemberjul. / 28. November 1922greg. in Goudi) war vom 10. März 1915 bis zum 23. August 1915 und vom 8. April 1921 bis zum 16. Mai 1922 griechischer Ministerpräsident.
Nach dem verlorenen Griechisch-Türkischen Krieg wurde Gounaris zusammen mit anderen politisch Verantwortlichen des Hochverrats angeklagt und am 28. November 1922 in Goudi bei Athen hingerichtet.